# Penalty (rugby union)
Een penalty is een manier om in rugby union punten te behalen. Een speler scoort een penalty door een goal te kicken uit een strafschop. Een penalty-goal levert 3 punten op.
Bij een penalty moet de bal tussen de verticale palen en boven de dwarslat in het verdedigingsgebied van de tegenstander worden getrapt. Dit mag als de scheidsrechter een penalty heeft toegekend na een overtreding.